# Qualificazioni al campionato delle nazioni africane 2018
Questa voce raccoglie un approfondimento sui risultati degli incontri di qualificazione alla fase finale della Campionato delle Nazioni Africane 2018.

## Formato, regolamento e sorteggio
La competizione vede partecipare 42 nazionali.
Le 42 squadre sono state divise in base alla zona geografica: Zona Settentrionale, Zona Est A, Zona Est B, Zona Centrale, Zona Centro-Orientale e Zona Meridionale.
| Zona                  | Numero di squadre partecipanti | Numero di posti disponibili per la fase finale |
| --------------------- | ------------------------------ | ---------------------------------------------- |
| Zona Settentrionale   | 3                              | 2                                              |
| Zona Ovest A          | 8                              | 2                                              |
| Zona Ovest B          | 6                              | 3                                              |
| Zona Centrale         | 6                              | 3                                              |
| Zona Centro-Orientale | 7                              | 3                                              |
| Zona Meridionale      | 12                             | 3                                              |
| Totale                | 42                             | 16                                             |

Non partecipanti:
- Capo Verde
- Ciad
- Eritrea
- Kenya
- Rep. Centrafricana
- Tunisia

## Zona Nord

### Tabella riassuntiva
| Squadra 1 | Totale | Squadra 2 | Andata | Ritorno |
| --------- | ------ | --------- | ------ | ------- |
| Egitto    | 2 - 4  | Marocco   | 1 - 1  | 1 - 3   |
| Algeria   | 2 - 3  | Libia     | 1 - 2  | 1 - 1   |

## Zona Ovest A

### Primo turno
| Squadra 1     | Totale | Squadra 2  | Andata | Ritorno |
| ------------- | ------ | ---------- | ------ | ------- |
| Sierra Leone  | 2 – 4  | Senegal    | 1 – 1  | 1 – 3   |
| Guinea-Bissau | 1 – 10 | Guinea     | 1 – 3  | 0 – 7   |
| Liberia       | 1 – 2  | Mauritania | 0 – 2  | 1 – 0   |
| Gambia        | 0 – 4  | Mali       | 0 – 0  | 0 – 4   |

### Secondo turno
| Squadra 1  | Totale | Squadra 2 | Andata | Ritorno |
| ---------- | ------ | --------- | ------ | ------- |
| Senegal    | 3 – 6  | Guinea    | 3 – 1  | 0 – 5   |
| Mauritania | 3 – 2  | Mali      | 2 – 2  | 1 – 0   |

## Zona Ovest B

### Primo turno
| Squadra 1 | Totale            | Squadra 2 | Andata | Ritorno |
| --------- | ----------------- | --------- | ------ | ------- |
| Togo      | 2 – 2 (7 – 8 dcr) | Benin     | 1 – 1  | 1 – 1   |

### Secondo turno
| Squadra 1    | Totale      | Squadra 2      | Andata | Ritorno |
| ------------ | ----------- | -------------- | ------ | ------- |
| Benin        | 1– 2        | Nigeria        | 1 – 0  | 0 – 2   |
| Niger        | 2 – 2 (gfc) | Costa d'Avorio | 2 – 1  | 0 – 1   |
| Burkina Faso | 4 – 3       | Ghana          | 2 – 2  | 2 – 1   |

## Zona Centrale

### Primo turno
| Squadra 1           | Totale      | Squadra 2    | Andata | Ritorno |
| ------------------- | ----------- | ------------ | ------ | ------- |
| Guinea Equatoriale  | cancellata  | Gabon        | —      | —       |
| Rep. del Congo      | 1 – 1 (gfc) | RD del Congo | 0 – 0  | 1 – 1   |
| São Tomé e Príncipe | 0 – 4       | Camerun      | 0 – 2  | 0 – 2   |

## Zona Centro-Orientale

### Primo turno
| Squadra 1 | Totale | Squadra 2     | Andata | Ritorno |
| --------- | ------ | ------------- | ------ | ------- |
| Somalia   | 1 – 4  | Sudan del Sud | 1 – 2  | 0 – 2   |

### Secondo turno
| Squadra 1     | Totale      | Squadra 2 | Andata | Ritorno |
| ------------- | ----------- | --------- | ------ | ------- |
| Sudan del Sud | 1 – 5       | Uganda    | 0 – 0  | 1 – 5   |
| Tanzania      | 1 – 1 (gfc) | Ruanda    | 1 – 1  | 0 – 0   |
| Gibuti        | w/o         | Etiopia   | 1 – 5  | —       |
| Burundi       | 0 – 1       | Sudan     | 0 – 0  | 0 – 1   |

### Terzo turno
| Squadra 1 | Totale | Squadra 2 | Andata | Ritorno |
| --------- | ------ | --------- | ------ | ------- |
| Uganda    | 3 – 2  | Ruanda    | 3 – 0  | 0 – 2   |
| Etiopia   | 1 – 2  | Sudan     | 1 – 1  | 0 – 1   |

### Play-off
Il vincitore si qualifica per il Campionato delle Nazioni Africane 2018 (sostituendo gli originali padroni di casa,  Kenya, che si sono squalificati automaticamente).
| Squadra 1 | Totale | Squadra 2 | Andata | Ritorno |
| --------- | ------ | --------- | ------ | ------- |
| Etiopia   | 2 – 3  | Ruanda    | 2 – 3  | 0 – 0   |

## Zona Meridionale

### Primo turno
| Squadra 1  | Totale | Squadra 2  | Andata | Ritorno |
| ---------- | ------ | ---------- | ------ | ------- |
| Madagascar | 2 – 0  | Malawi     | 1 – 0  | 1 – 0   |
| Mauritius  | 3 – 2  | Seychelles | 2 – 1  | 1 – 1   |

### Secondo turno
| Squadra 1  | Totale          | Squadra 2 | Andata | Ritorno |
| ---------- | --------------- | --------- | ------ | ------- |
| Madagascar | 4 – 2           | Mozambico | 2 – 2  | 2 – 0   |
| Mauritius  | 2 – 4           | Angola    | 0 – 1  | 2 – 3   |
| Comore     | 2 – 1           | Lesotho   | 2 – 0  | 0 – 1   |
| Namibia    | 1 – 1 (5–4 dcr) | Zimbabwe  | 1 – 0  | 0 – 1   |
| Botswana   | 0 – 3           | Sudafrica | 0 – 2  | 0 – 1   |
| eSwatini   | 0 – 7           | Zambia    | 0 – 4  | 0 – 3   |

### Terzo turno
| Squadra 1  | Totale | Squadra 2 | Andata | Ritorno |
| ---------- | ------ | --------- | ------ | ------- |
| Madagascar | 0 – 1  | Angola    | 0 – 0  | 0 – 1   |
| Comore     | 2 – 3  | Namibia   | 2 – 1  | 0 – 2   |
| Sudafrica  | 2 – 4  | Zambia    | 2 – 2  | 0 – 2   |

## Squadre qualificate
| Zona            | Squadra             |
| --------------- | ------------------- |
| Zona Nord       | Marocco (ospitante) |
| Zona Nord       | Libia               |
| Zona Ovest A    | Mauritania          |
| Zona Ovest A    | Guinea              |
| Zona Ovest B    | Nigeria             |
| Zona Ovest B    | Costa d'Avorio      |
| Zona Ovest B    | Burkina Faso        |
| Zona Centro     | Rep. del Congo      |
| Zona Centro     | Camerun             |
| Zona Centro     | Guinea Equatoriale  |
| Zona Centro-Est | Uganda              |
| Zona Centro-Est | Sudan               |
| Zona Centro-Est | Ruanda              |
| Zona Sud        | Zambia              |
| Zona Sud        | Namibia             |
| Zona Sud        | Angola              |